# 短肢龙蜥
短肢龙蜥（学名：Diploderma brevipes）又名短肢龍蜥，为鬣蜥科龙蜥属的爬行动物。该物种的模式产地在台湾。

## 描述
體長約5.5-7.5公分之間，全長不超過25公分。雌雄外型有明顯差異，雄蜥具明顯之鬣鱗、喉垂，唇部上下常有黃白色斑，體背兩側有明顯黃色或綠色縱帶，雌蜥則無；有些雌蜥體色全部呈現綠色。雄蜥腹部為白色，雌蜥則均為綠色。
體色會隨環境及情緒而有明顯改變，在樹葉間會呈綠色，在土堆或陰暗處，則會逐漸變為綠中帶黃褐或土灰色調，改變之大，雌體可由全綠變成全黑。
口內呈乳白色。
本種外型與黃口攀蜥及斯文豪氏攀蜥類似，也都被俗稱為「肚定 」。但斯文豪氏攀蜥不會隨環境變色，且體長可逾30公分；短肢攀蜥含尾長大部分短於25公分；黃口攀蜥則通常不到20公分。

## 歷史
1936年，Gressitt根據在台灣採集的兩隻雌性幼蜥發表了「Japalura brevipes」此一物種。但旋即岡田瀰一郎即於1937年將全台所有攀蜥全部歸為斯文豪氏攀蜥（J. swinhonis），因此往後數十年間，本種皆被視為是斯文豪氏攀蜥的異名。直到1989年，太田英利在比對兩者的染色體分析、海拔高度分布及口腔顏色等特徵，恢復了本種的分類地位，並給予重新描述。

## 習性
日行性，以昆蟲及其他小型無脊椎動物為食，卵生，生殖期以夏天為主，每隻的蛋數由3-7個不等。尾部不會自割。
短肢攀蜥具有明顯的領域行為，當有外物接近時，常可觀察到雄性個體有喉部擴張，持續作出伏地挺身的威嚇動作。

## 棲地
喜棲息於闊葉林及其邊緣之灌叢地帶，分佈於中、南部海拔1200公尺至2500公尺之山區，尚稱普遍。

## 保护
本种于2023年被收录入《有重要生态、科学、社会价值的陆生野生动物名录》。